# Bulair
Bulair (bulgarisch Булер) war eine bulgarische Charterfluggesellschaft mit Sitz in Sofia.

## Geschichte
Die staatliche bulgarische Fluggesellschaft TABSO gründete Ende 1967 für 
Charterflüge eine Tochtergesellschaft namens Bulair, die unter dem IATA-Code DB flog. 
Bulair war sowohl im Passagier-Charterbereich tätig als auch mit Frachtcharterflügen aktiv. 
Dabei wurden Flugzeuge der Muttergesellschaft eingesetzt, aber in eigener Bemalung. Für Passagierflüge wurden die Typen Iljuschin Il-14 und Iljuschin Il-18 genutzt. Frachtcharter wurden mit Antonow An-12 durchgeführt sowie in kleinem Umfang auch mit Il-14.
Im Jahr 1968 wurde die Muttergesellschaft in Balkan Bulgarien Airlines umbenannt, wodurch für Bulair aber keine Veränderungen eintraten. 
Im Jahr 1972 wurde Bulair aufgelöst und wieder in die nunmehr umbenannte Muttergesellschaft integriert. Zu diesem Zeitpunkt bestand ihre Flotte aus je einer Iljuschin Il-14 und Antonow An-12 sowie vier Iljuschin Il-18.

## Flugziele
Überwiegend wurden Ziele im westlichen Ausland angeflogen, z. B. in der Bundesrepublik Deutschland, Österreich, Schweiz, Schweden und Großbritannien. Es fanden jedoch auch Flüge in Staaten des Warschauer Pakts statt.

## Flotte

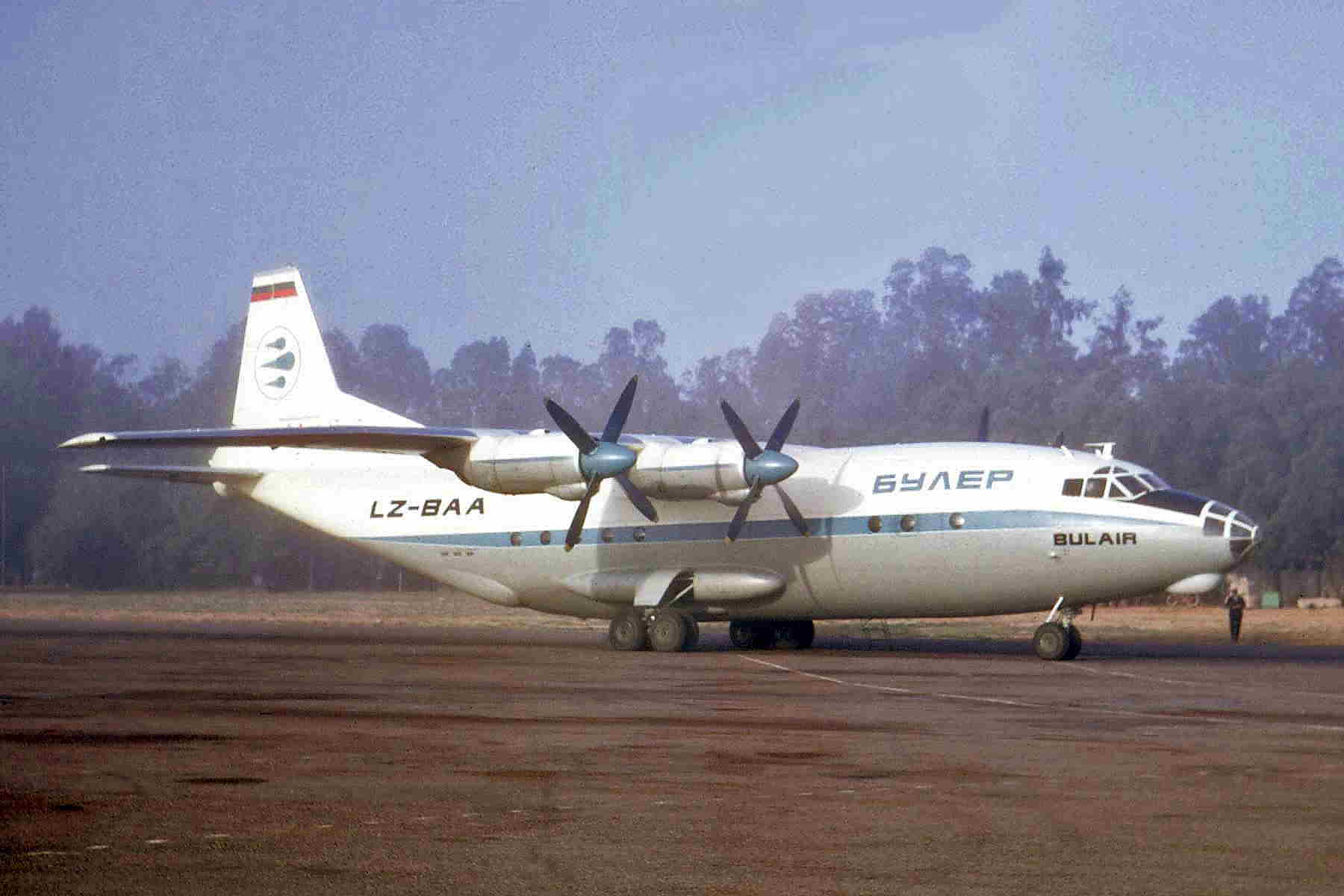
Antonow An-12 der Bulair, Tripolis 1969

Bulair setzte folgende Flugzeugtypen ein:

### Flotte bei Betriebseinstellung
- Antonow An-12
- Iljuschin Il-14
- Iljuschin Il-18

### Zuvor eingesetzte Flugzeuge
- Antonow An-2[3]

## Zwischenfälle
Von 1967 bis zur Betriebseinstellung 1972 kam es bei Bulair zu einem Totalschaden eines Flugzeuges. Dabei kamen 47 Menschen ums Leben.
- Am 3. September 1968 wurde eine Iljuschin Il-18E der Bulair (Luftfahrzeugkennzeichen LZ-BEG) auf dem Rückflug von Dresden im Anflug auf den Flughafen Burgas in den Boden geflogen. Beim Umfliegen von Schauern und einem Gewitter wurde die Maschine in einer Höhe von knapp 200 Metern bei Karnobat ins Gelände geflogen, 45 Kilometer vor dem Zielflughafen. Bei diesem CFIT (Controlled flight into terrain) wurden 47 der 89 Personen an Bord getötet.[5]